# Tour de Yorkshire
El Tour de Yorkshire es una carrera ciclista por etapas que se disputa en el mes de mayo. La primera edición se celebró entre los días 1 y 3 de mayo de 2015 en el condado de Yorkshire, Inglaterra, Reino Unido. Es organizada por Amaury Sport Organisation (organizador de Tour de Francia), la agencia oficial de turismo de Yorkshire Welcome to Yorkshire y la British Cycling Federation. Su primera edición fue inscrita dentro de la categoría 2.1 como parte del UCI Europe Tour, en la que se mantuvo hasta aumentarla a 2.HC en 2019.
La idea de la carrera surgió tras el éxito de la visita  del Tour de Francia 2014, cuando dos de las primeras etapas recorrieron el condado, Leeds a Harrogate y York a Sheffield, fueron apodados Le Tour de Yorkshire.

## Palmarés
| Año  | Ganador              | Segundo           | Tercero         |           |
| ---- | -------------------- | ----------------- | --------------- | --------- |
| 2015 | Lars Petter Nordhaug | Samuel Sánchez    | Thomas Voeckler |           |
| 2016 | Thomas Voeckler      | Nicolas Roche     | Anthony Turgis  |           |
| 2017 | Serge Pauwels        | Omar Fraile       | Jonathan Hivert |           |
| 2018 | Greg Van Avermaet    | Eduard Prades     | Serge Pauwels   |           |
| 2019 | Christopher Lawless  | Greg Van Avermaet | Edward Dunbar   |           |
| 2020 | cancelada            | cancelada         | cancelada       | cancelada |
| 2021 | cancelada            | cancelada         | cancelada       | cancelada |

## Palmarés por países
| País        | Victorias |
| ----------- | --------- |
| Bélgica     | 2         |
| Noruega     | 1         |
| Francia     | 1         |
| Reino Unido | 1         |